# Audi S5
De Audi S5 is een sportieve variant van de Audi A5 van de Duitse autofabrikant Audi. De S5 is boven de A5 gepositioneerd, maar nog onder de RS5.

## Eerste generatie (2007-2016)
De eerste generatie S5 Coupé kwam gelijk met de introductie van de A5 in 2007 op de markt. De S5 Cabriolet werd in het derde kwartaal van 2009 op de markt gebracht als opvolger van de Audi S4 Cabriolet. Als laatste kwam de vijfdeurs S5 Sportback die begin 2010 leverbaar werd.

### S5 Coupé
De S5 Coupé heeft een atmosferische 4,2-liter V8 FSI. De motor heeft vier kleppen per cilinder en is voorzien van directe benzine inspuiting. Het maximumvermogen van 354 pk wordt geleverd bij 7.000 tpm en het maximumkoppel van 440 Nm bij 3.500 tpm. De motor wordt ook gebruikt in de Audi A6, A8 en Q7 maar dan met 350 pk. Het koppel is echter met 440 Nm gelijk gebleven aan de originele V8-motor. De 4.2 V8 FSI uit de S5 is voor modeljaar 2013 vervangen door een 333 Pk sterke 3.0 V6 TFSI uit de S4 en de Pre-Facelift Audi S5 Cabriolet. het koppel is gelijk gebleven met 440 NM
Standaard wordt de S5 geleverd met een handgeschakelde zesversnellingsbak. In mei 2008 werd tijdelijk de zestraps Tiptronic automatische versnellingsbak leverbaar. Eind 2008 kwam er een nieuwe zeventraps S tronic, een automaat met dubbele koppeling beschikbaar op de S5 die een nog sneller acceleratie heeft. Standaard is de S5 uitgerust met permanente quattro vierwielaandrijving en ESP.
De S5 Coupé met handgeschakelde zesversnellingsbak sprint in 5,1 seconden van 0 naar 100 km/u. Met de zestraps Tiptronic automaat doet de auto 5,4 seconden over deze sprint. De topsnelheid van de S5 is zoals gebruikelijk elektronisch begrensd op 250 km/u.

### S5 Cabriolet

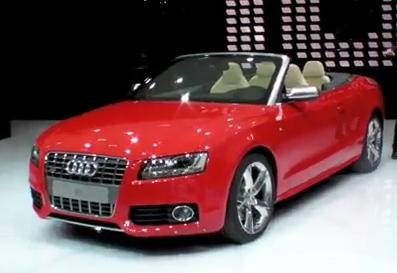
Audi S5 Cabriolet op de Autosalon van Genève in 2009.

De S5 Cabriolet maakte zijn debuut op de North American International Auto Show in januari 2009. De S5 Cabriolet heeft de nieuwe 3,0-liter V6 TFSI-motor afkomstig uit de Audi S4 B8 en niet de V8-motor van de S5 Coupé. In tegenstelling van wat de naam doet vermoeden is deze geladen motor voorzien van een Roots compressor. Hij heeft net als in de S4 een vermogen van 333 pk beschikbaar vanaf 5.500 tot 7.000 tpm en een maximumkoppel van 440 Nm tussen 2.900 en 5.300 tpm. De S5 Cabriolet sprint met de S tronic versnellingsbak in 5,6 seconden naar de 100 km/u.
Net als bij de S5 Coupé wordt de Cabriolet standaard met een handgeschakelde zesversnellingsbak geleverd. Optioneel is de zeventraps S tronic automaat leverbaar. De quattro vierwielaandrijving is eveneens standaard op de S5 Cabriolet. Op de S5 Cabriolet zal net als de S4 een sportdifferentieel leverbaar worden die in bochten meer kracht naar het buitenste achterwiel stuurt en zo onderstuur tegen gaat.

### S5 Sportback

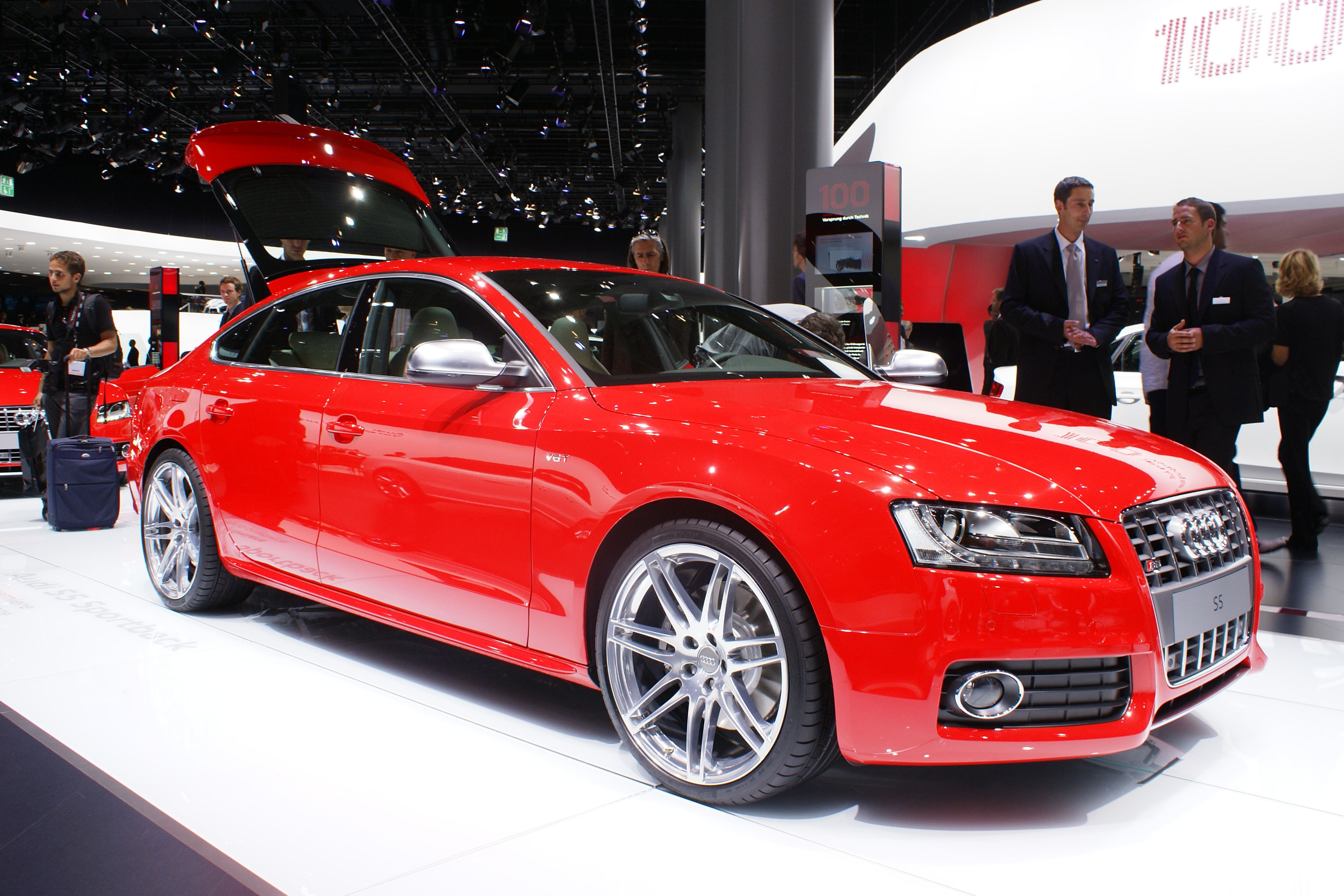
Audi S5 Sportback op de IAA

Op de IAA in Frankfurt werd in september 2009 de Sportback-versie van de S5 aan het publiek voorgesteld. Ook deze is voorzien van de nieuwe 3.0 V6 TFSI-motor met 333 pk en 440 Nm. De S5 Sportback sprint in 5,4 seconden van 0 naar 100 km/u en heeft een begrensde topsnelheid van 250 km/u. Het sportdifferentieel en de zeventraps S tronic-automaat behoren tevens tot de mogelijkheden. De derde versie van de S5 werd in het voorjaar van 2010 leverbaar.

### Uiterlijk
De optische veranderingen tegenover de A5 volgen de traditie van de overige S-modellen van Audi. Dit betekent twee dubbele uitlaatpijpen, een verchroomde grille en spiegels, een sportonderstel en sportieve bumpers. Verder is de auto te herkennen aan zijn speciale 18 inch velgen en het S5-logo in de grille en op de kofferklep. Eind 2008 kreeg de S5 net als de Audi S4 die op de Mondial de l'Automobile gepresenteerd werd leds in de achterlichten. Deze nieuwe achterlichten zijn al standaard op de Cabriolet.

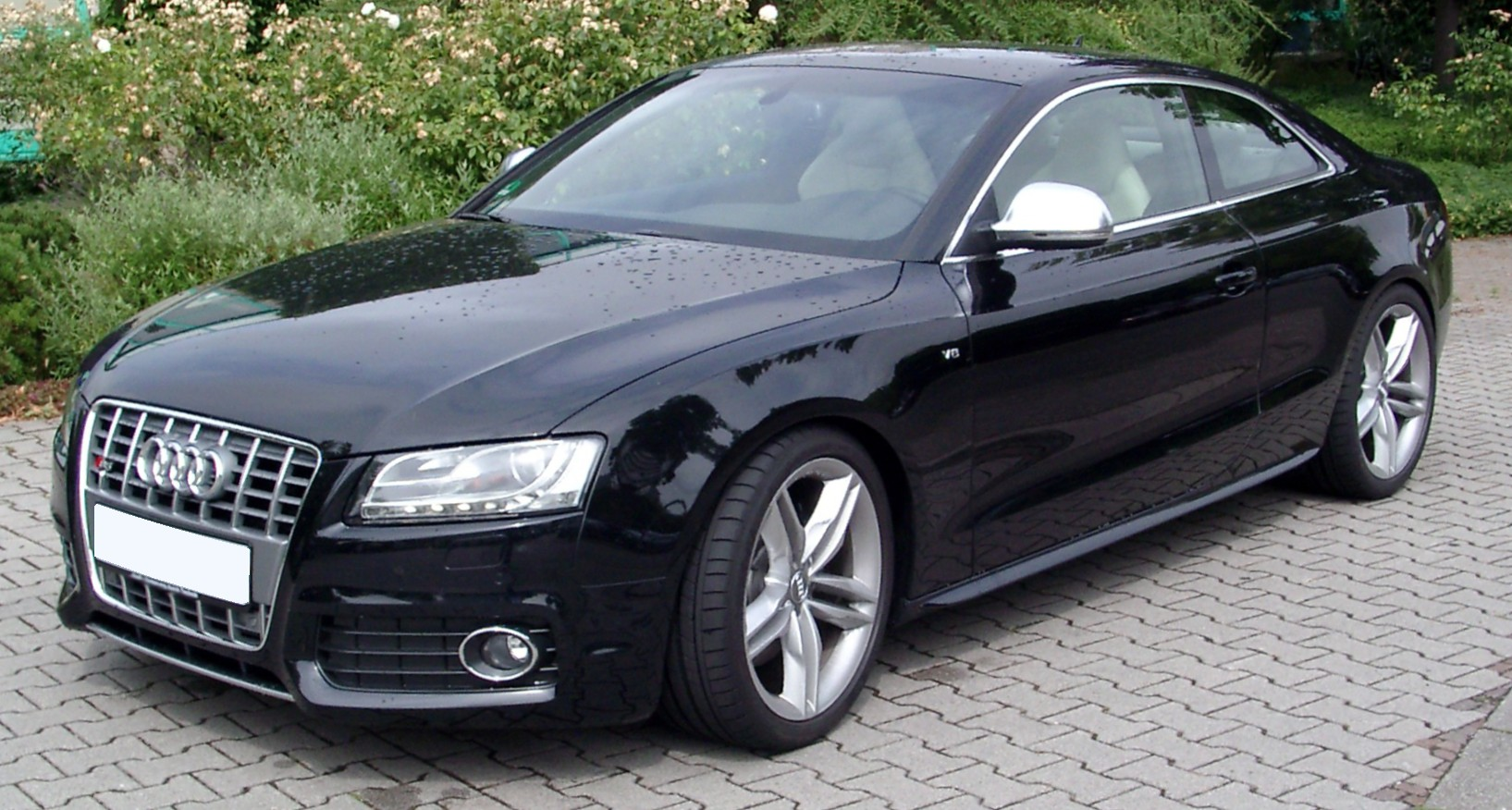
zijaanzicht
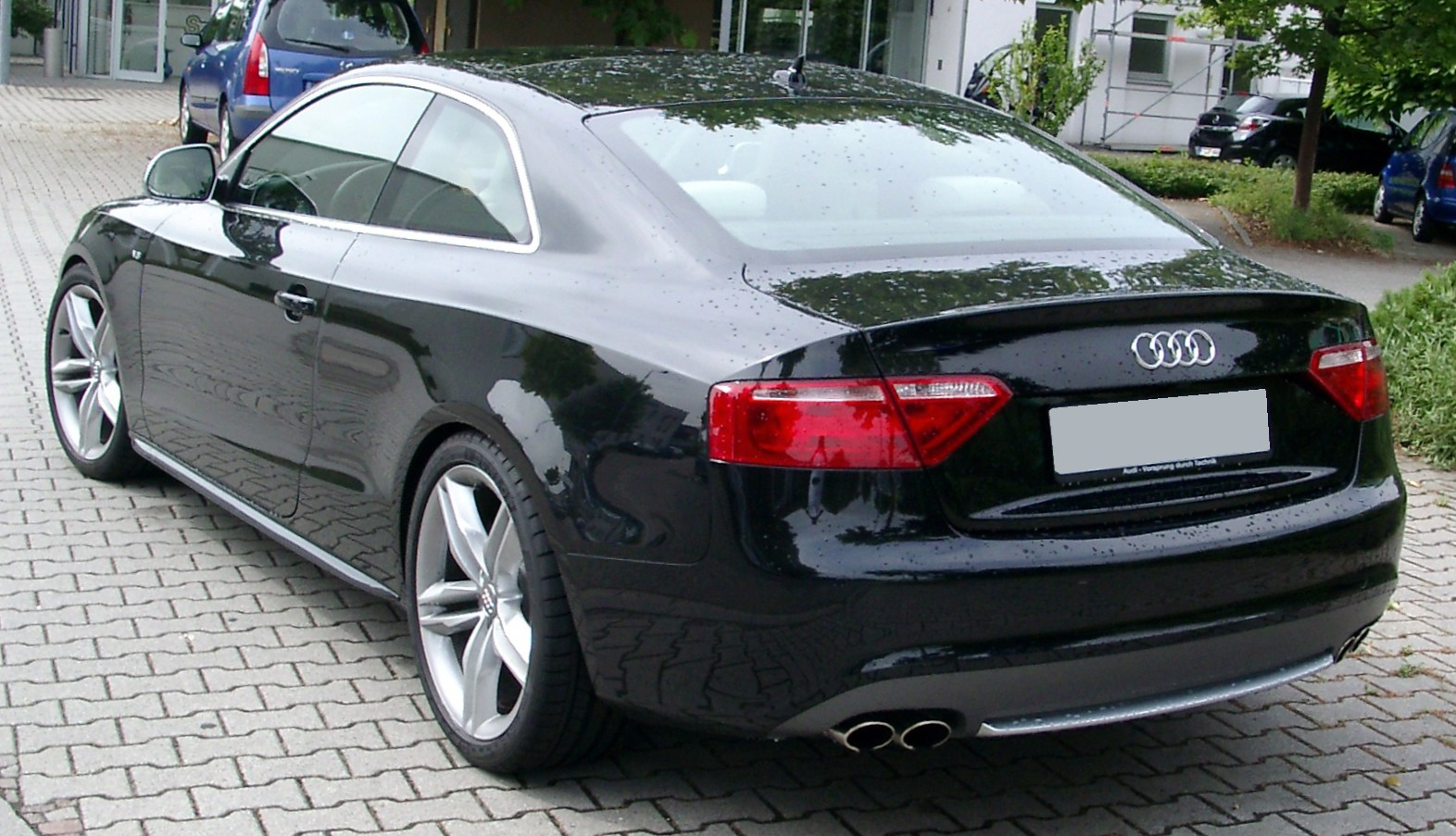
achteraanzicht
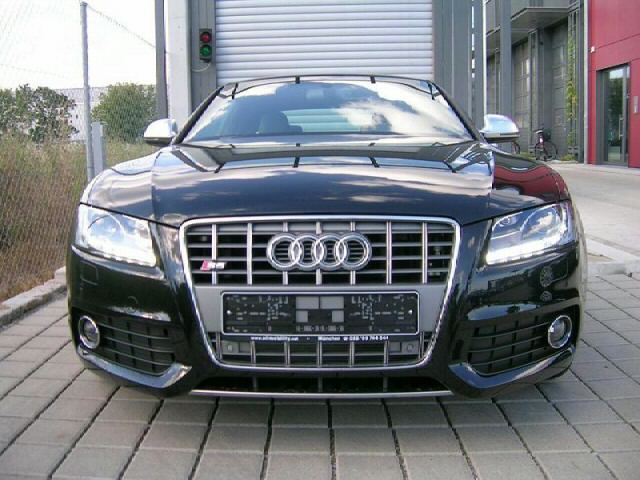
vooraanzicht

### Gegevens
Technische gegevens bij introductie van de modellen.
|                | S5 Coupé                                | S5 Coupé                                | S5 Coupé                                            | S5 Cabriolet                                        | S5 Sportback                                        |
| -------------- | --------------------------------------- | --------------------------------------- | --------------------------------------------------- | --------------------------------------------------- | --------------------------------------------------- |
| Bouwtijd       | 2007 - 2012                             | 2007 - 2012                             | 2013 - 2016                                         | 2009 - 2016                                         | 2009 - 2016                                         |
| Motor          | V8 benzinemotor, 4 kleppen per cilinder | V8 benzinemotor, 4 kleppen per cilinder | V6 benzinemotor, 4 kleppen per cilinder, compressor | V6 benzinemotor, 4 kleppen per cilinder, compressor | V6 benzinemotor, 4 kleppen per cilinder, compressor |
| Cilinderinhoud | 4.163 cm³                               | 4.163 cm³                               | 2.995 cm³                                           | 2.995 cm³                                           | 2.995 cm³                                           |
| Vermogen       | 354 pk (260 kW) bij 7.000 tpm           | 354 pk (260 kW) bij 7.000 tpm           | 333 pk (245 kW) bij 5.500 - 7.000 tpm               | 333 pk (245 kW) bij 5.500 - 7.000 tpm               | 333 pk (245 kW) bij 5.500 - 7.000 tpm               |
| Koppel         | 440 Nm bij 3.500 tpm                    | 440 Nm bij 3.500 tpm                    | 440 Nm bij 2.900 - 5.300 tpm                        | 440 Nm bij 2.900 - 5.300 tpm                        | 440 Nm bij 2.900 - 5.300 tpm                        |
| Transmissie    | 6-bak                                   | 6-traps Tiptronic                       | 7-traps S tronic                                    | 7-traps S tronic                                    | 7-traps S tronic                                    |
| Gewicht        | 1.705 kg                                | 1.750 kg                                | 1.750 kg                                            | 1.875 kg                                            | 1.820 kg                                            |
| 0–100 km/u     | 5,1 s                                   | 5,4 s                                   | 4,9 s                                               | 5,4 s                                               | 5,1 s                                               |
| Topsnelheid    | 250 km/u (begrensd)                     | 250 km/u (begrensd)                     | 250 km/u (begrensd)                                 | 250 km/u (begrensd)                                 | 250 km/u (begrensd)                                 |
| Verbruik       | 12,4 l/100 km                           | 10,7 l/100 km                           | 8,1 l/100 km                                        | 9,7 l/100 km                                        | 9,4 l/100 km                                        |
| CO2-uitstoot   | 298 g/km                                | 249 g/km                                | 190 g/km                                            | 224 g/km                                            | 219 g/km                                            |

## Tweede generatie (2016+)

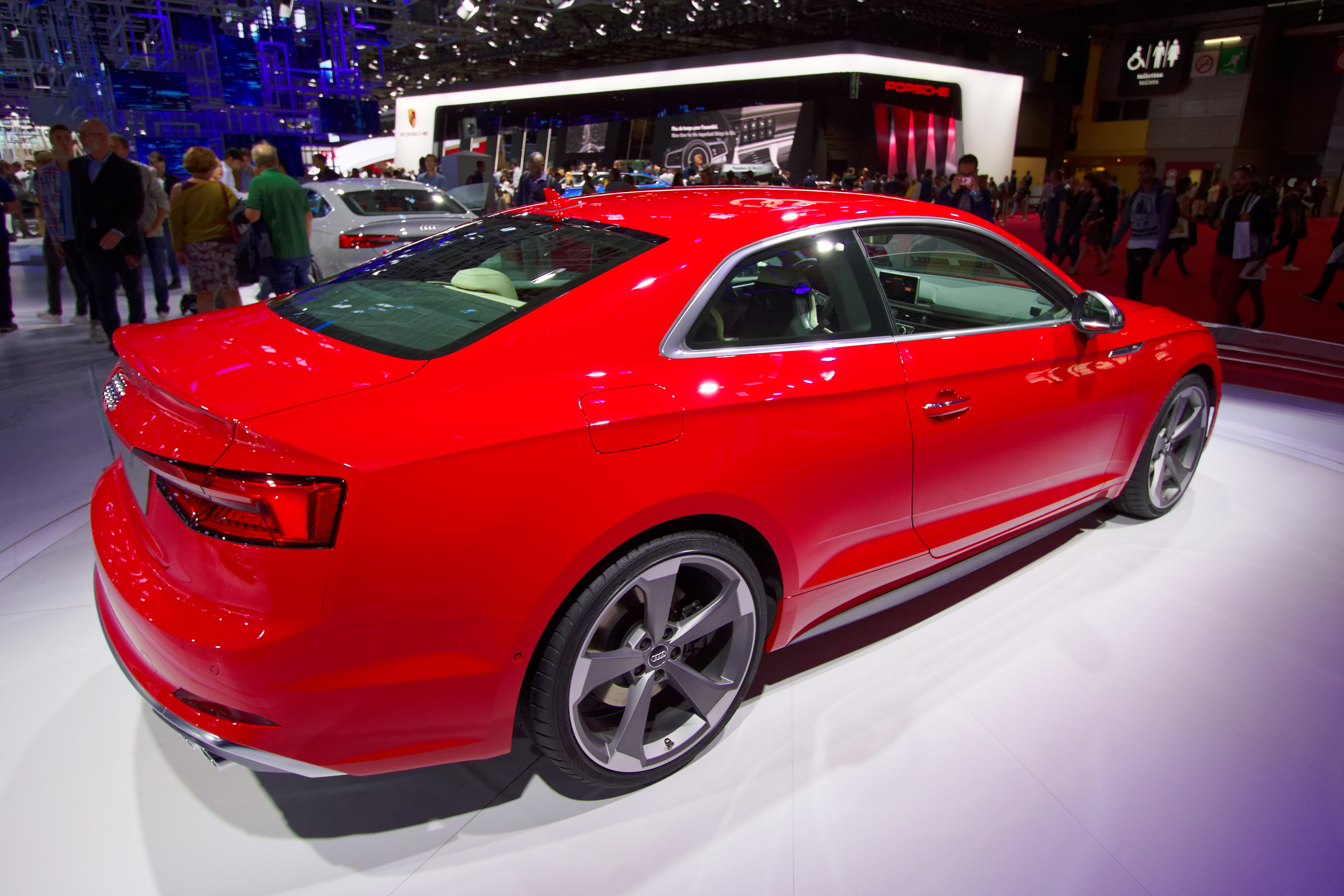

De tweede generatie S5 Coupé werd op 2 juni 2016 onthuld, gelijktijdig met de A5 Coupé. De S5 Sportback werd 7 september gepresenteerd.

### S5 Coupé
De S5 Coupé deelt zijn aandrijflijn met de Audi S4, dit betekent een nieuw ontwikkelde drieliter V6-motor, alleen de boring en slag zijn gelijk gebleven. De grootste verandering is dat de Roots compressor is vervangen door een twin-scroll turbo, die gepositioneerd is tussen beide cilinderbanken (in de V). Het vermogen komt op 354 pk, terwijl het koppel 500 nm bedraagt. Dit wordt via een achttraps Tiptronic naar alle vier de wielen overgebracht. Het quattrosysteem maakt gebruik van torque vectoring (standaard is er een 40:60 verdeling), en een optioneel sportdifferentieel kan meer kracht naar het buitenste achterwiel sturen. Dit alles om onderstuur tegen te gaan. De S5 Coupé gaat in 4,7 seconden naar de 100 km/uur en heeft een begrensde topsnelheid van 250 (optioneel 280).

### S5 Sportback
De Sportback versie van de Audi S5 beschikt over dezelfde aandrijflijn als de Coupé. Hij kent ook dezelfde sprinttijden en topsnelheid.

### Uiterlijk
Optisch is de S5 te herkennen aan de specifieke verchroomde grille, sportiever bumperwerk en spiegels in aluminiumoptiek. Ook de vier uitlaten en 18 inch wielen zijn uniek aan de S5.

### Facelift
In april 2019 werd de facelift van de Audi S5 onthuld. De grootste wijziging vond onderhuids plaats, waar de V6 TFSI-benzinemotor moest plaatsmaken voor een V6 TDI-dieselmotor. Dit betreft een doorontwikkelde versie met turbolader met variabele geometrie en elektrische compressor. Dit alles genereert 347 pk en 700 Nm koppel, wat via een achttraps tiptronic naar de wielen wordt gestuurd. Naast dat de S5 TDI zijn aandrijflijn weer deelt met de Audi S4, deelt hij hem ditmaal ook met de Audi S6 en Audi S7, hoewel die laatste twee een fractie meer vermogen hebben.

### Gegevens
Technische gegevens bij introductie van de modellen.
|                | S5 Coupé                                                   | S5 Cabriolet                                               | S5 Sportback                                               | S5 Coupé TDI                                                    | S5 Sportback TDI                                                |
| -------------- | ---------------------------------------------------------- | ---------------------------------------------------------- | ---------------------------------------------------------- | --------------------------------------------------------------- | --------------------------------------------------------------- |
| Bouwtijd       | vanaf 07/2016                                              | vanaf 10/2016                                              | vanaf 03/2017                                              | vanaf 05/2019                                                   | vanaf 05/2019                                                   |
| Motor          | V6 benzinemotor, 4 kleppen per cilinder, twin-scroll turbo | V6 benzinemotor, 4 kleppen per cilinder, twin-scroll turbo | V6 benzinemotor, 4 kleppen per cilinder, twin-scroll turbo | V6 dieselmotor, 4 kleppen per cilinder, VGT, elektr. compressor | V6 dieselmotor, 4 kleppen per cilinder, VGT, elektr. compressor |
| Cilinderinhoud | 2.995 cm³                                                  | 2.995 cm³                                                  | 2.995 cm³                                                  | 2.967 cm³                                                       | 2.967 cm³                                                       |
| Vermogen       | 354 pk (260 kW) bij 5.400 - 6.400 tpm                      | 354 pk (260 kW) bij 5.400 - 6.400 tpm                      | 354 pk (260 kW) bij 5.400 - 6.400 tpm                      | 347 pk (255 kW) bij 3.850 tpm                                   | 347 pk (255 kW) bij 3.850 tpm                                   |
| Koppel         | 500 Nm bij 1.370 - 4.500 tpm                               | 500 Nm bij 1.370 - 4.500 tpm                               | 500 Nm bij 1.370 - 4.500 tpm                               | 700 Nm bij 2.500 - 3.100 tpm                                    | 700 Nm bij 2.500 - 3.100 tpm                                    |
| Aandrijving    | vierwielaandrijving                                        | vierwielaandrijving                                        | vierwielaandrijving                                        | vierwielaandrijving                                             | vierwielaandrijving                                             |
| Transmissie    | 8-traps Tiptronic                                          | 8-traps Tiptronic                                          | 8-traps Tiptronic                                          | 8-traps Tiptronic                                               | 8-traps Tiptronic                                               |
| Gewicht        | 1.690 kg                                                   | 1.735 kg                                                   | 1.915 kg                                                   | 1.835 kg                                                        | 1.870 kg                                                        |
| 0–100 km/u     | 4,7 s                                                      | 4,7 s                                                      | 5,1 s                                                      | 4,8 s                                                           | 4,9 s                                                           |
| Topsnelheid    | 250 km/u (begrensd)                                        | 250 km/u (begrensd)                                        | 250 km/u (begrensd)                                        | 250 km/u (begrensd)                                             | 250 km/u (begrensd)                                             |
| Verbruik       | 7,3 l/100 km                                               | 7,3 l/100 km                                               | 8,1 l/100 km                                               | 6,9 l/100 km                                                    | 6,9 l/100 km                                                    |
| CO2-uitstoot   | 166 g/km                                                   | 166 g/km                                                   | 175 g/km                                                   | 179 g/km                                                        | 181 g/km                                                        |